# Jaskinia Łopuszańska

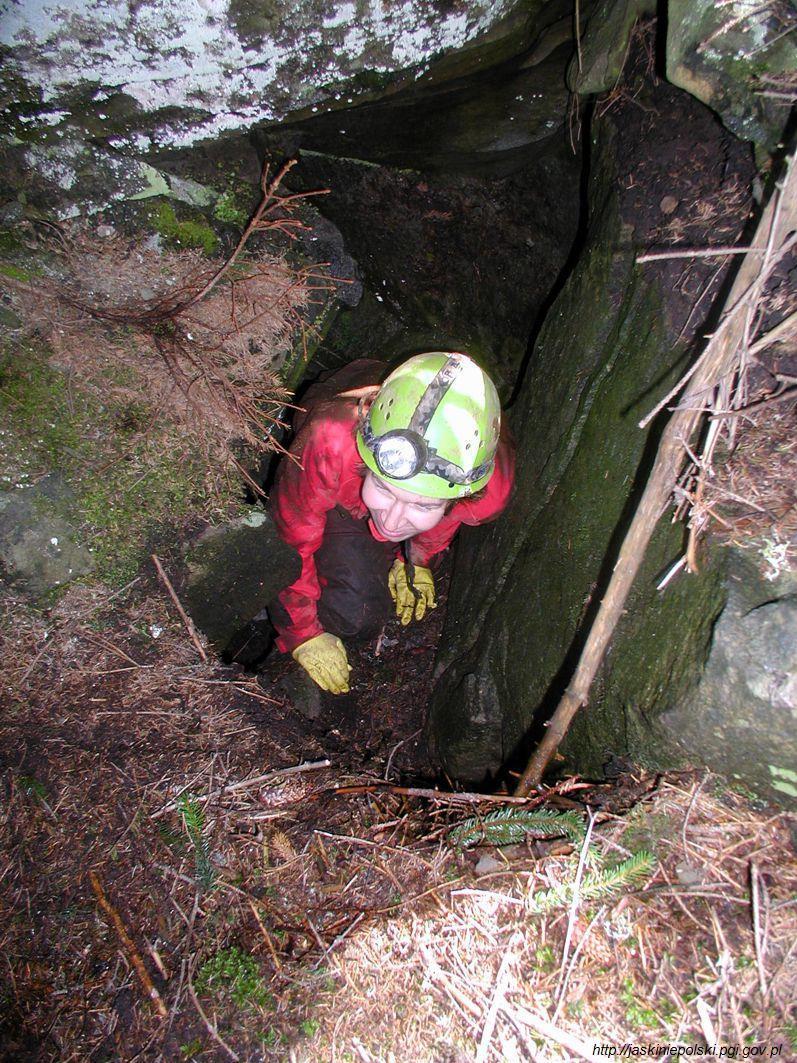
Otwór jaskini

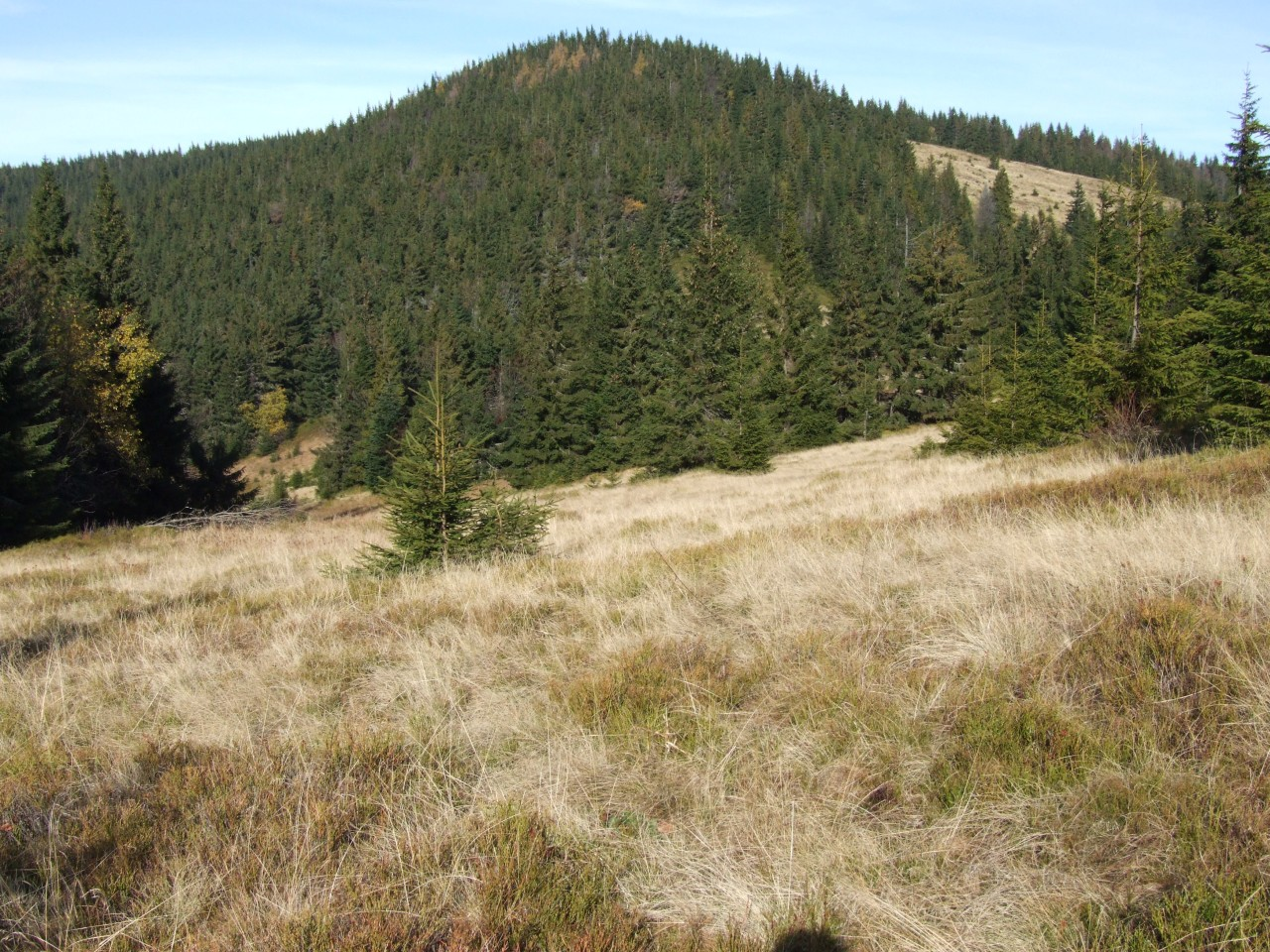
Kiczora

Jaskinia Łopuszańska – jaskinia w Gorcach na zachodnim zboczu południowego ramienia Kiczory, w Gorczańskim Parku Narodowym, administracyjnie we wsi Łopuszna w gminie Nowy Targ, powiecie nowotarskim w województwie małopolskim.

## Opis jaskini
Jaskinia ma dwa otwory wejściowe położone na wysokości 1180 m n.p.m., niedaleko siebie w skałkach Turnice, obok Przepastnej Jamy, w pobliżu Jaskini Goszczyńskiego, Tęczowej Jamy, Jaskini Kiczorskiej i Szczeliny za Płytą. Długość jaskini wynosi 14 metrów, a jej deniwelacja 4 metry.
Jaskinia zaczyna się w większym otworze podłużną, 1,3-metrowej głębokości studnią wejściową. Z jej dna odchodzą:
- niski, 7-metrowy korytarz. Na północ kończy się on szczeliną, natomiast na południe prowadzi do kominka idącego do otworu drugiego i szczeliny nie do przejścia łączącej się z Przepastną Jamą
- trójkątna studzienka prowadząca do niewielkiej Sali Szkotniej[2].

Jaskinia jest typu osuwiskowego. Flory nie badano.
Jaskinia była prawdopodobnie znana od dawna. Jej pierwszy plan i opis sporządzili R. Dadel i T. Mleczek w 1998 roku.